# Club de Básquetbol Frayles de Guasave
I Frayles de Guasave sono una società cestistica avente sede a Guasave, in Messico. Fondata nel 2001, gioca nel Circuito de Baloncesto de la Costa del Pacífico.
Disputa le partite interne nel Gimnasio Luis Estrada Medina, che ha una capacità di 1.850 spettatori.